# Dekkera bruxellensis
Brettanomyces bruxellensis са вид дрожди, които са характерни само за района на река Сен, която пременава през Брюксел, Белгия. Те са причинители на т.нар. спонтанна ферментация, посредством която се правят белгийските бири в стил ламбик. Във винопроизводството е смятан за един от основните причинители на разваляне на червените вина като придава на напитката някои неприятни странични миризми.

## Описание
Brettanomyces bruxellensis продуцира ензима винилфенол редуктаза.